# Eddie Chambers
Eddie Chambers (* 29. März 1982 in Pittsburgh, USA) ist ein US-amerikanischer Boxer.

## Profikarriere
Eddie Chambers wurde nach nur vier Jahren als Amateur, in denen er 85 Amateurkämpfe bestritt und hauptsächlich im Halbschwergewicht boxte, im Jahr 2000 im Alter von 18 Jahren Profi im Schwergewicht. Er kämpfte vorwiegend in seinem Heimatstaat Pennsylvania gegen zunächst namenlose Aufbaugegner, weswegen er anfangs kaum beachtet wurde. Aber Chambers boxte unbeirrt einen Gegner nach dem anderen und gewann, wenn auch häufig nur nach Punkten. Die Jahre 2004 und 2005 sahen eine deutliche Steigerung in der Stärke seiner Gegner, er schlug jetzt renommiertere Gegner wie Ross Puritty, Robert Hawkins und Domonic Jenkins und den ehemaligen WM-Herausforderer Ed Mahone. Gegen Jenkins boxte er so überzeugend, dass er von Goossen Tutor, einer renommierten US-amerikanischen Promotionsfirma, unter Vertrag genommen wurde. Er wird gelegentlich mit Chris Byrd verglichen, ebenfalls ein für das Schwergewicht eher kleiner Boxer ohne große Schlagkraft, aber mit schnellen Händen und guten Nehmerfähigkeiten, der sich erfolgreich in der Königsklasse behaupten konnte. Chambers ist aber im Gegensatz zu Byrd Linksausleger. Er diente Wladimir Klitschko vor dessen Kampf gegen Calvin Brock als Sparringspartner.
2007 startete er gleich mit einem Kampf gegen den mit 115 kg deutlich schwereren und ebenfalls ungeschlagenen New Yorker Derek Rossy (15-0), den er in dessen Heimatstadt mit abgeklärtem Boxen deutlich beherrschte und vorzeitig schlug. Er errang damit einen Aufbautitel der IBF und eine Position in deren Rangliste. Kurz darauf schlug er auch Dominick Guinn. 
Im Herbst 2007 setzte der IBF-Verband ein Ausscheidungsturnier mit vier Teilnehmern an, dessen Sieger den IBF-Weltmeister herausfordern durfte. Chambers besiegte im Rahmen dieses Turniers am 2. November 2007 seinen Landsmann Calvin Brock durch einen knappen Punktsieg und kämpfte dann am 26. Januar 2008 in der Endausscheidung gegen den ebenfalls ungeschlagenen Russen Alexander Powetkin, der sich zuvor gegen Chris Byrd durchsetzen konnte. Chambers verlor den Kampf im Berliner Tempodrom über zwölf Runden nach Punkten und musste somit seine erste Niederlage als Profiboxer hinnehmen.
Nach drei erfolgreichen Aufbaukämpfen und einem Punktsieg  am 27. März 2009 über den ehemaligen WBC-Titelträger Samuel Peter, konnte er am 4. Juli 2009 in Hamburg in einem Ausscheidungskampf des WBO-Verbandes den als Schwergewichtshoffnung gehandelten Ukrainer Alexander Dimitrenko klar nach Punkten besiegen und stieg somit zum offiziellen Herausforderer von IBF und WBO-Weltmeister Wladimir Klitschko auf. Zu dem Kampf mit Klitschko kam es schließlich am 20. März 2010 in der Düsseldorfer ESPRIT arena, Chambers ging dabei in der zwölften Runde nach einem linken Haken schwer K. o.
Seinen bisher letzten Profikampf bestritt Chambers am 30. April 2016 gegen Gerald Washington. Er verlor einstimmig nach Punkten. Der Kampf war auf 8 Runden angesetzt.

## Liste der Profikämpfe
| 35 Siege (18 K. o.-Siege), 3 Niederlage, 0 Unentschieden |               |                                                                      |                      |                                                  |
| Jahr                                                     | Tag           | Ort                                                                  | Gegner               | Ergebnis für Chambers                            |
| 2000                                                     | 29. Dezember  | Mountaineer Race Track, Chester, West Virginia, Vereinigte Staaten   | Tyrone Austin        | Sieg / TKO 2. Runde                              |
| 2001                                                     | 3. März       | Burgettstown, Pennsylvania, Vereinigte Staaten                       | Ed Barry             | Sieg / KO 1. Runde                               |
| 2001                                                     | 7. April      | Pittsburgh, Pennsylvania, Vereinigte Staaten                         | Scott Hosaflook      | Sieg / TKO 3. Runde                              |
| 2001                                                     | 20. April     | Burgettstown, Pennsylvania, Vereinigte Staaten                       | Joe Lenhart          | Punktsieg (einstimmig) / 6 Runden                |
| 2001                                                     | 23. Juni      | Burgettstown, Pennsylvania, Vereinigte Staaten                       | Anthony Prince       | Sieg / KO 1. Runde                               |
| 2001                                                     | 3. August     | Pittsburgh, Pennsylvania, Vereinigte Staaten                         | Joe Lenhart          | Punktsieg / 6 Runden                             |
| 2001                                                     | 25. August    | Pepsi Roadhouse, Burgettstown, Pennsylvania, Vereinigte Staaten      | Carlos Igo           | Punktsieg (einstimmig) / 6 Runden                |
| 2001                                                     | 27. Oktober   | St. John's Arena, Steubenville, Ohio, Vereinigte Staaten             | Mark Johnson         | Sieg / TKO 4. Runde                              |
| 2002                                                     | 26. April     | Pittsburgh, Pennsylvania, Vereinigte Staaten                         | David Chappell       | Punktsieg (einstimmig) / 8 Runden                |
| 2002                                                     | 24. Mai       | Blue Horizon, Philadelphia, Pennsylvania, Vereinigte Staaten         | David Chappell       | Punktsieg (einstimmig) / 6 Runden                |
| 2002                                                     | 20. September | Blue Horizon, Philadelphia, Pennsylvania, Vereinigte Staaten         | Antonio Colbert      | Sieg / TKO 5. Runde                              |
| 2002                                                     | 6. Dezember   | Blue Horizon, Philadelphia, Pennsylvania, Vereinigte Staaten         | Dean Storey          | Punktsieg (einstimmig) / 6 Runden                |
| 2003                                                     | 21. Februar   | Blue Horizon, Philadelphia, Pennsylvania, Vereinigte Staaten         | Kevin Tallon         | Sieg / TKO 1. Runde                              |
| 2003                                                     | 25. April     | Blue Horizon, Philadelphia, Pennsylvania, Vereinigte Staaten         | Craig Tomlinson      | Sieg / TKO 4. Runde                              |
| 2003                                                     | 15. August    | Blue Horizon, Philadelphia, Pennsylvania, Vereinigte Staaten         | Allen Smith          | Sieg / KO 2. Runde                               |
| 2003                                                     | 5. Dezember   | Blue Horizon, Philadelphia, Pennsylvania, Vereinigte Staaten         | Sam Tillman          | Sieg / TKO 3. Runde                              |
| 2004                                                     | 27. Februar   | Blue Horizon, Philadelphia, Pennsylvania, Vereinigte Staaten         | Cornelius Ellis      | Punktsieg (Mehrheitsentscheidung) / 8 Runden     |
| 2004                                                     | 23. April     | Blue Horizon, Philadelphia, Pennsylvania, Vereinigte Staaten         | Marcus Rhode         | Sieg / TKO 2. Runde                              |
| 2004                                                     | 25. Juni      | Blue Horizon, Philadelphia, Pennsylvania, Vereinigte Staaten         | John Sargent         | Sieg / TKO 1. Runde                              |
| 2004                                                     | 8. Oktober    | Blue Horizon, Philadelphia, Pennsylvania, Vereinigte Staaten         | Ron Guerrero         | Punktsieg (einstimmig) / 10 Runden               |
| 2004                                                     | 3. Dezember   | Blue Horizon, Philadelphia, Pennsylvania, Vereinigte Staaten         | Louis Monaco         | Punktsieg (einstimmig) / 10 Runden               |
| 2005                                                     | 22. April     | Blue Horizon, Philadelphia, Pennsylvania, Vereinigte Staaten         | Melvin Foster        | Sieg / TKO 5. Runde                              |
| 2005                                                     | 17. Mai       | Blue Horizon, Philadelphia, Pennsylvania, Vereinigte Staaten         | Ross Puritty         | Punktsieg (einstimmig) / 10 Runden               |
| 2005                                                     | 9. September  | Blue Horizon, Philadelphia, Pennsylvania, Vereinigte Staaten         | Robert Hawkins       | Punktsieg (einstimmig) / 12 Runden               |
| 2006                                                     | 10. Februar   | Blue Horizon, Philadelphia, Pennsylvania, Vereinigte Staaten         | Andrew Greeley       | Punktsieg (einstimmig) / 8 Runden                |
| 2006                                                     | 2. Juni       | Blue Horizon, Philadelphia, Pennsylvania, Vereinigte Staaten         | Ed Mahone            | Sieg / TKO 4. Runde                              |
| 2006                                                     | 19. August    | Reno Events Center, Reno, Nevada, Vereinigte Staaten                 | Domonic Jenkins      | Sieg / TKO 5. Runde                              |
| 2007                                                     | 9. Februar    | Suffolk Community College, Selden, New York, Vereinigte Staaten      | Derric Rossy         | Sieg / TKO 7. Runde                              |
| 2007                                                     | 4. Mai        | Palms Casino, Las Vegas, Nevada, Vereinigte Staaten                  | Dominick Guinn       | Punktsieg (einstimmig) / 10 Runden               |
| 2007                                                     | 2. November   | Emerald Queen Casino, Tacoma, Washington, Vereinigte Staaten         | Calvin Brock         | Punktsieg (Geteilte Entscheidung) / 12 Runden    |
| 2008                                                     | 26. Januar    | Tempodrom, Kreuzberg, Berlin, Deutschland                            | Alexander Powetkin   | Niederlage nach Punkten (einstimmig) / 12 Runden |
| 2008                                                     | 20. Juni      | Royal Watler Cruise Terminal, Georgetown, Kaimaninseln               | Raphael Butler       | Sieg / TKO 6. Runde                              |
| 2008                                                     | 3. Oktober    | Blue Horizon, Philadelphia, Pennsylvania, Vereinigte Staaten         | Livin Castillo       | Sieg / TKO 5. Runde                              |
| 2008                                                     | 13. Dezember  | Morongo Casino Resort & Spa, Cabazon, California, Vereinigte Staaten | Cisse Salif          | Punktsieg (einstimmig) / 8 Runden                |
| 2009                                                     | 27. März      | Nokia Theater, Los Angeles, California, Vereinigte Staaten           | Samuel Peter         | Punktsieg (Mehrheitsentscheidung) / 10 Runden    |
| 2009                                                     | 4. Juli       | Color Line Arena, Altona, Hamburg, Deutschland                       | Alexander Dimitrenko | Punktsieg (Mehrheitsentscheidung) / 12 Runden    |
| 2010                                                     | 20. März      | ESPRIT arena, Düsseldorf, Deutschland                                | Wladimir Klitschko   | Niederlage / KO 12. Runde                        |
| 2011                                                     | 11. Februar   | Bally's Atlantic City, Atlantic City, Vereinigte Staaten             | Derric Rossy         | Punktsieg (einstimmig) / 12 Runden               |
| 2012                                                     | 16. Juni      | Prudential Center, Newark, New Jersey, USA                           | Tomasz Adamek        | Niederlage / 12 Runden                           |
| (Quelle: )                                               |               |                                                                      |                      |                                                  |

## Sonstiges
Sein jüngerer Bruder ist Profi im Halbweltergewicht, er boxt unter dem Namen Steve Upsher (Chambers); er hat 2007 eine Bilanz von 15-1-1-1.